# 白鳳兆

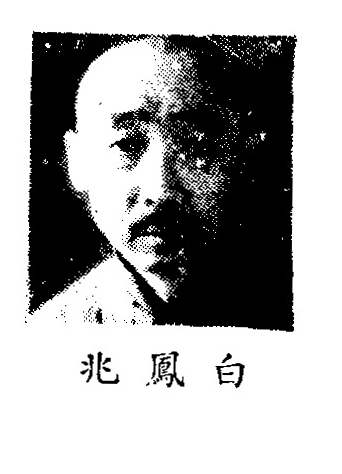

白凤兆（1893年—?）字瑞岐，蒙古族，内蒙古卓索图盟喀喇沁左旗人。中华民国政治人物。

## 生平
1945年9月10日，白凤兆任蒙藏委员会参事，1947年10月14日免职。此后，改任蒙藏委员会委员。1946年，出任制憲國民大會代表。1947年3月1日，出任国民政府立法院第四届立法委员。